# Harold Ramis
Harold Allen Ramis (ur. 21 listopada 1944 w Chicago, zm. 24 lutego 2014 tamże) – amerykański aktor, reżyser i scenarzysta. Najbardziej znany z roli Egona Spenglera w filmie Pogromcy duchów.

## Życiorys
Urodził się w Chicago w stanie Illinois w rodzinie żydowskiej jako syn Ruth (z domu Cokee) i Nathana Ramisa, którzy byli właścicielami Ace Food & Liquor Mart na dalekiej północnej stronie miasta. W czerwcu 1958 ukończył Stephen K. Hayt Elementary School. W 1962 został absolwentem Nicholas Senn High School. W 1966 ukończył studia na Uniwersytecie Waszyngtona, gdzie był członkiem Alpha Xi bractwa Zeta Beta Tau.
Wkrótce dołączył do grupy komediowej The Second City, gdzie występowali również Bill Murray, Gilda Radner, John Candy, Dan Aykroyd, Eugene Levy, Catherine O’Hara, Nia Vardalos, Ryan Stiles, Mike Myers, Steve Carell, Tina Fey, Amy Poehler i Stephen Colbert. Zaistniał jako współscenarzysta komedii Johna Landisa Menażeria (1978) z Johnem Belushim i Timem Mathesonem, a potem komedii Ivana Reitmana Pulpety (1979) z Billem Murrayem i Mattem Cravenem. W 1980 zadebiutował jako reżyser komedii sportowej Golfiarze z udziałem Chevy’ego Chase’a.
Zagrał postać Russella Ziskey w komedii wojennej Ivana Reitmana Szarże (1981) i użyczył swojego głosu jako Zeke w filmie animowanym Heavy Metal (1981). Wyreżyserował potem komedię W krzywym zwierciadle: Wakacje (1983) z Chevy’m Chase’em. Był autorem scenariusza komedii Pogromcy duchów (1984) i sequela Pogromcy duchów II (1989), gdzie także wystąpił w roli doktora Egona Spenglera.
Żonaty z Anne Plotkin (1967–1984), z którą się rozwiódł. Powtórnie ożenił się z Ericą Mann (1989–2014), z którą żył do swojej śmierci.
Zmarł z powodu powikłań związanych z chorobą krwi, z którą zmagał się od 4 lat.

## Filmografia
scenarzysta
- Second City TV  (1976–1981)
- Menażeria (Animal House, 1978)
- Pulpety (Meatballs, 1979)
- Golfiarze (Caddyshack, 1980)
- Szarże (Stripes, 1981)
- Pogromcy duchów (Ghost Busters, 1984)
- Club Paradise  (1986)
- Golfiarze II (Caddyshack II, 1988)
- Pogromcy duchów II (Ghostbusters II, 1989)
- Rover Dangerfield  (1991)
- Dzień świstaka (Groundhog Day, 1993)
- Extreme Ghostbusters  (1997)
- Depresja gangstera (Analyze This, 1999)
- Nawrót depresji gangstera (Analyze That, 2002)
- É giá ieri  (2004)
- Ghostbusters in Hell  (2008)

reżyser
- Golfiarze (Caddyshack, 1980)
- W krzywym zwierciadle: Wakacje[9] (1983)
- Club Paradise  (1986)
- Dzień świstaka (Groundhog Day, 1993)
- Stuart Saves His Family  (1995)
- Mężowie i żona (Multiplicity, 1996)
- Depresja gangstera (Analyze This, 1999)
- Zakręcony (Bedazzled, 2000)
- Nawrót depresji gangstera[10] (2002)
- Zimne dranie (The Ice Harvest, 2005)
- Ghostbusters in Hell  (2008)

aktor
- Second City TV (1976–1981) jako Moe Green/Inne role (1976-1977)
- Szarże (Stripes, 1981) jako Russell
- Heavy Metal (1981) jako Zeks
- SCTV Network 90 (1981–1983) jako Moe Green/różne role
- Pogromcy duchów (Ghost Busters, 1984) jako dr Egon Spengler
- Comic Relief (1986) jako Moe Green
- Baby Boom (1987) jako Steven Buchner
- Pogromcy duchów II (Ghostbusters II, 1989) jako doktor Egon Spengler
- Dzień świstaka (Groundhog Day, 1993) jako neurolog
- Odlotowcy (Airheads, 1994) jako Chris Moore
- Lepiej być nie może (As Good as It Gets, 1997) jako dr Bettes
- Randka z Lucy (Autour de Lucy, I’m with Lucy, 2002) jako Jack
- Kwaśne pomarańcze (Orange County, 2002) jako Don Durkett
- Przyjaciele (The Last Kiss, 2006) jako profesor Bowler

producent
- Dzień świstaka (Groundhog Day, 1993)